# Gagáles
Gagáles, en grec moderne : Γκαγκάλες, est un village du dème de Gortyne, dans le district régional de Héraklion, de la Crète, en Grèce. Selon le recensement de 2011, la population de Gagáles compte 460 habitants.
Le village est situé à une altitude de 309 mètres et à une distance de 48,8 km de Héraklion.